# 儒格超級紅鷹左輪手槍
美国鲁格超级“红鹰”阿拉斯加转轮手枪 ( Ruger Super Redhawk ) 是鲁格-斯特姆公司的左轮手枪。
超级红鹰有两种口径的枪型，一种是0.454英吋，可使用.45 Long Colt与.454卡蘇爾，另一种是0.480英吋，使用鲁格公司开发的.480 Ruger 魯格。转轮弹膛容弹量6发，比S&W M500及M460转轮手枪多1发。该枪的特点是装配短枪管，枪管长仅64mm。因为是短枪管，发射时枪口焰相当大。
超级红鹰是魯格（www.ruger.com）于2011推出的新型双动转轮手枪。转轮弹仓容量六发。魯格官方网站上列出超级红鹰有两种口径的枪型：.44麥格農与.454卡蘇爾。超级红鹰有两种型号：标准型和阿拉斯加型。
标准型配有长枪管，选择为7.5英吋和9.5英吋。阿拉斯加型配有短枪管，仅2.5英吋。

## 外部連結
- （英文）—官方網站* （英文）— （页面存档备份，存于）